# 17009 Jasonping
17009 Jasonping este o planetă minoră (asteroid), cu un diametru de 4,901 km, din centura de asteroizi. A fost descoperită pe 12 februarie 1999 la Experimental Test Site⁠(d) de Lincoln Near-Earth Asteroid Research. 
Obiectul prezintă o orbită caracterizată de o semiaxă mare de 2,562793 UAi, o excentricitate de 0,18, o înclinație de 5,46698 ° în raport cu ecliptica.